# Defeated
"Defeated" é o terceiro single do quarto álbum de estúdio da cantora e compositora americana Anastacia, Heavy Rotation. Foi escrita pela própria, por Jonathan ‘JR’ Rotem, que também produziu, e por Damon Sharpeis. O single foi lançando apenas como promocional.

## Promoção
Anastacia fez actuações da canção em 2009 nos seguintes eventos:
- na cerimónia Women's World Award a 5 de Março em Viena
- no programa de televisão italiano "Quelli che il calcio e..."  em Itália

## Créditos
- Vocais: Anastacia
- Vocais de fundo: Anastacia, LaVaugn Brown
- Produtor(es): J. R. Rotem
- Co-Produtor(es): Ne-Yo
- Vocais gravados por Bill Malina no estúdio Westlake Recording Studios em Los Angeles, CA
- Gravado por Greg Ogan no estúdio Chalice Recording Studios em Los Angeles, CA
- Todos os instrumentos interpretados e tocados por J. R. Rotem

## Desempenho

### Posições
| Tabelas musicais (2009)       | Melhor posição |
| ----------------------------- | -------------- |
| Chéquia - Czech Airplay Chart | 91             |

## Histórico de lançamento
| País        | Data                    | Formato                                       |
| ----------- | ----------------------- | --------------------------------------------- |
| Itália      | 22 de Fevereiro de 2009 | Airplay                                       |
| Europa      | 23 de Março de 2009     | Download digital, Airplay, single promocional |
| Reino Unido | 18 de Maio de 2009      | Airplay, single promocional                   |